# یواس‌اس دلفین (ای‌جی‌اس‌اس-۵۵۵)
یواس‌اس دلفین (ای‌جی‌اس‌اس-۵۵۵) (به انگلیسی: USS Dolphin (AGSS-555)) یک زیردریایی بود که طول آن ۴۶٫۳ متر (۱۵۱ فوت ۱۱ اینچ) بود. این زیردریایی در سال ۱۹۶۸ ساخته شد.